# Diplusodon decussatus
Diplusodon decussatus är en fackelblomsväxtart som beskrevs av Gardn. och Field.. Diplusodon decussatus ingår i släktet Diplusodon och familjen fackelblomsväxter. Inga underarter finns listade i Catalogue of Life.